# Wannes Van de Velde

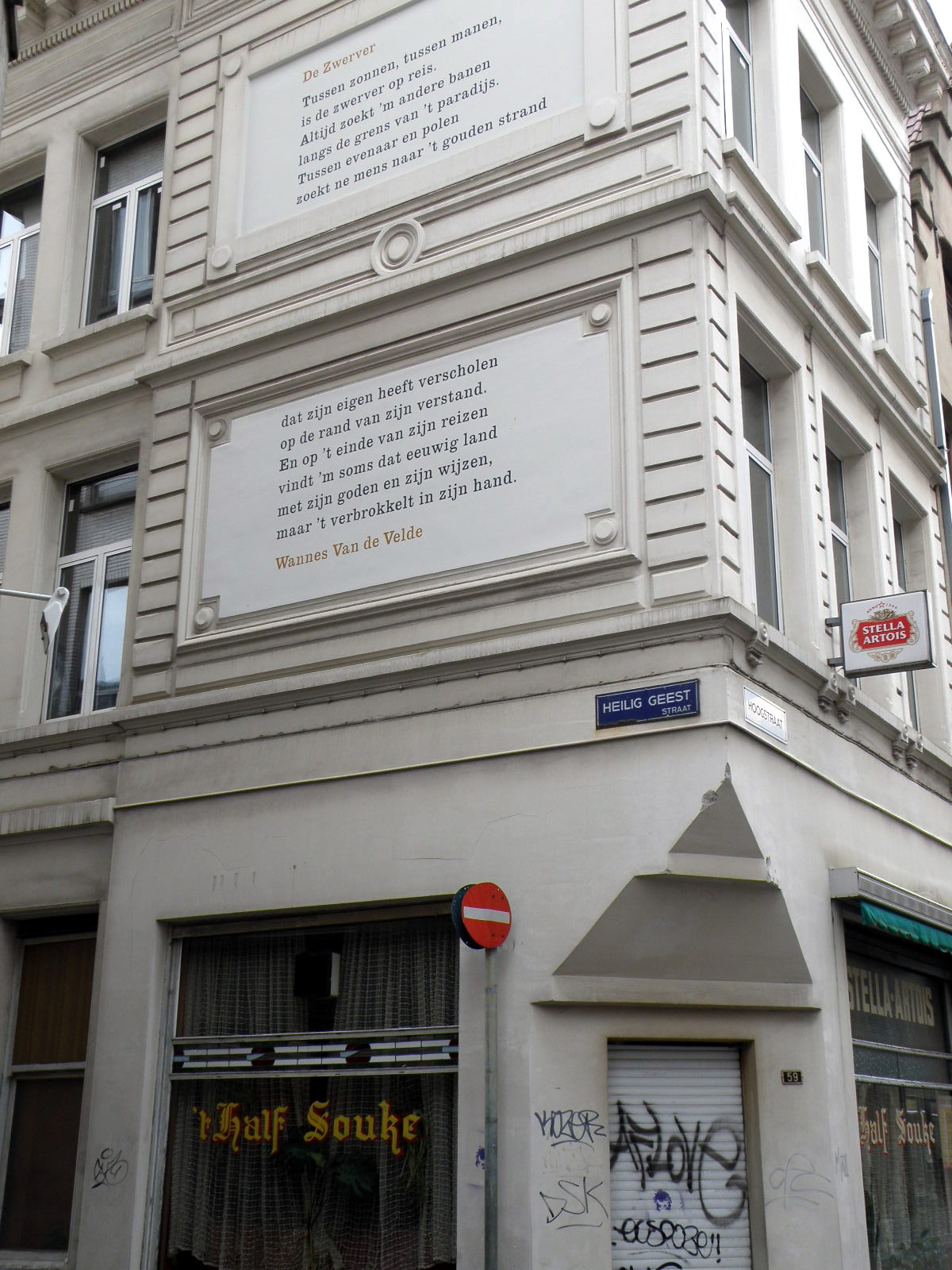
Verzen van W. Van de Velde op de gevel van café t Half Souke aan de Antwerpse Hoogstraat.

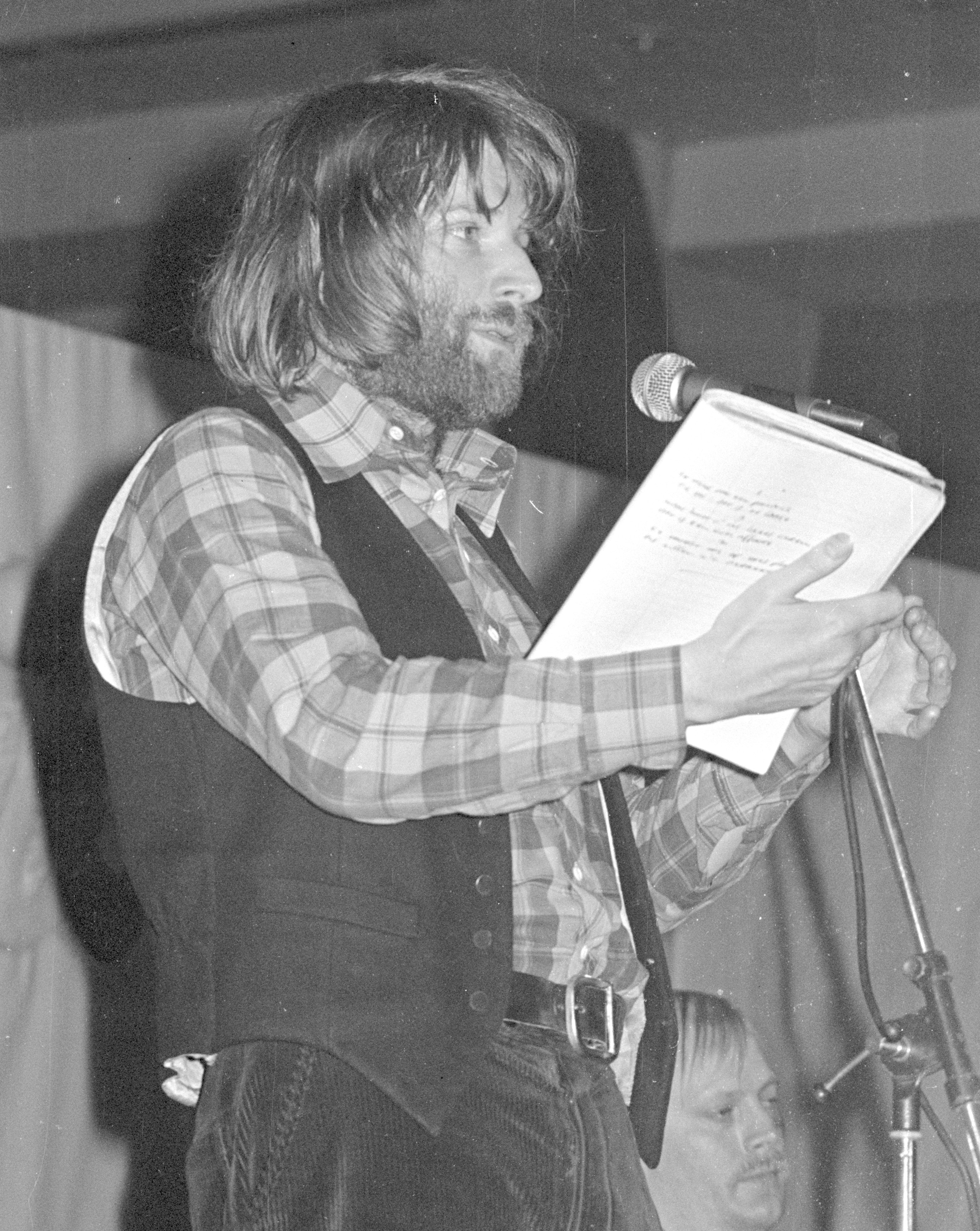
Wannes Van de Velde, Brussel 1979.

Willy Cecile Johannes (Wim) Van de Velde beter bekend als Wannes Van de Velde (Antwerpen, 29 april 1937 – aldaar, 10 november 2008) was een Belgische (Vlaams) zanger, muzikant, dichter en beeldend kunstenaar. Zijn bekendste nummer is "Ik Wil deze Nacht in de Straten Verdwalen" (1973).

## Levensloop

### Jeugd en studie

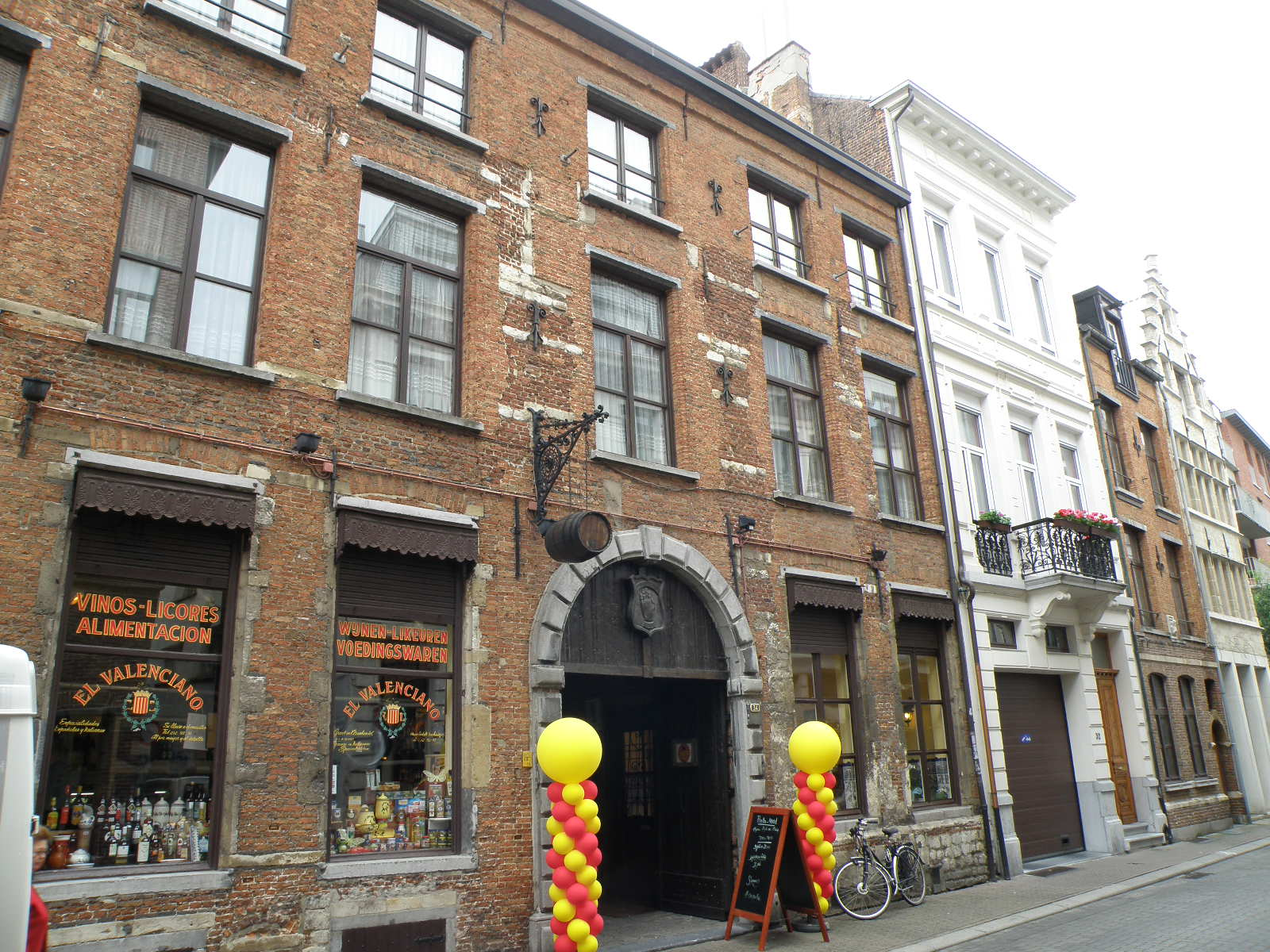
Ouderlijk huis in de Zirkstraat.

Zijn vader Jaak Van de Velde was een metaalbewerker en begenadigd zanger, zijn moeder Stéphanie De Wilde een zingende naaister en huisvrouw. Hij groeide op in de Zirkstraat, in het Schipperskwartier dicht bij de haven. Het ouderlijk huis was gevestigd boven de Spaanse winkel Le comptoir de Valence. Thuis en op café werd gezongen: levensliederen, spotliederen, strijdliederen en dergelijke. Als klein kind maakte hij de waanzin van de oorlog bewust mee: 
Het obscene ronken dat plots begint te stotteren als een stervende draak, en dan stilvalt. Onder het deksel, da’s er ene voor ons.

In 1953 laat Wannes, toen nog Wim, zich inschrijven in de Koninklijke Academie voor Schone Kunsten van Antwerpen, afdeling plastische kunsten. Tijdens zijn academiejaren koestert hij al een levendige belangstelling voor muziek en het volkslied in het bijzonder. Wanneer een arme Spanjaard op doortocht uit Engeland, Sábas Gómez y Marín, in de academie wat flamencogitaar komt spelen, spreekt Wim hem aan. Hij leert Wim de cante jondo, de diepe zang uit Andalusië, en wijdt hem in in de geheimen van de flamenco. Bovendien studeert Wim klassieke gitaar bij Ilse Alfonso. De roes van beeldende en muzikale kunsten wordt een bruusk halt toegeroepen wanneer Wim in 1958 wordt opgeroepen om zijn legerdienst te vervullen, een periode die hem sneller dan gewenst de jeugd ontneemt: 
De constante vernedering die ik er te verduren had, de lelijkheid van omgeving en mentaliteit, de angst voor het wapentuig en de koude ogen van de beroepsmilitairen waren een beproeving die mijn levensmoed dieper heeft aangetast dan ik zelf besefte.

### Volksliederen
In het begin van de jaren 1960 groeit zijn belangstelling voor oude volksliederen. Pas dan kiest hij Wannes als artiestennaam. Hij begint een zoektocht in vergeelde boeken zoals Chants populaires des Flamands de France van Edmond de Coussemaker. Al gauw begint hij ook zelf teksten te schrijven en te componeren. Zijn eerste liederen ontstaan uit boosheid en vooral onmacht ten aanzien van de sloop van de oude stadskern van Antwerpen, de buurt waarin hij opgroeide. Hij omringt zich met een groep muzikanten die de interesse voor het volkslied met hem delen: Flor Hermans (viool), Bernard Van Lent (accordeon) en Walter Heynen (fluit), die tevens instaat voor het leeuwendeel van compositie en arrangementen. In 1966 resulteert de samenwerking in een eerste plaat 'Wannes Van de Velde'. De keuze voor het Antwerps dialect – die voor Van de Velde eerder een evidentie is dan een keuze, omdat hij nooit anders sprak – wordt door de intelligentsia van die periode niet gewaardeerd: het Algemeen Beschaafd Nederlands maakt dan net zijn opmars en kunst dient per definitie in de standaardtaal uitgedrukt.

### Theater en andere media
In de jaren 1970 stort hij zich op het theater. Samen met een collectief jonge acteurs, de Internationale Nieuwe Scène en de Italiaanse regisseur Arturo Corso creëert hij de voorstelling Mistero Buffo, een samensmelting van monologen van Dario Fo, de verhalen van de "guillare" en door Wannes uitgekozen en bewerkte Italiaanse volksliederen. Bij de montering in Essen van Mistero Buffo waar hij als muziekadviseur geëngageerd wordt leert hij zijn vrouw, de actrice Christa Bernhardt kennen. Bijzonder populair wordt zijn lied "Ik wil deze nacht in de straten verdwalen", dat de titelsong wordt van de Franstalige film "Home Sweet Home" van Benoît Lamy. De film speelt zich af in Brussel - het gaat dus over verdwalen in de Brusselse straten, vandaar dat er in oorsprong ook een Frans refrein in zit.
Begin jaren tachtig volgt een poppentheater "Water en Wijn". In 1984 neemt hij deel aan de vertolking van de "IJslandsuite" van Dree Peremans (over de IJslandvaarders), en in 1987 aan de opvolger "Het Zwarte Goud" (over het mijnwerkersleven).
Intussen blijft Van de Velde muzikaal actief, met platen als Stadsgedachten en Tussen de lichten. In die jaren voegen Jan Wellens (gitaar), Walter Poppeliers (contrabas) en (enkele jaren later) Gilberte Van den Plas (viool) zich bij de groep. Het groepsgeluid verplaatst zich haast organisch van de traditionele folk naar meer flamenco-getinte arrangementen. Lyrisch blijft het repertoire een mengeling van bewerkingen van oude teksten en hekeldichten met een modern vocabulaire.
In 1992 zingt Van de Velde in duet met Hans de Booij De lichtjes van de Schelde van Bobbejaan Schoepen weer de hitlijsten in. In de jaren 1990 volgen nog drie nieuwe cd’s. In 1995 verliest hij zijn trouwe vriend, muzikale metgezel en mentor, Walter Heynen. In 1996 gaat Wannes op tournee met een jazzkwartet en in 1999 maakte hij een cd met de blueszanger Roland Van Campenhout, De Nomaden van de Muziek. Hierop staat onder andere met 'Oorlogsgeleerden' een vertaling van Bob Dylans 'Masters of War'.

### Laatste jaren

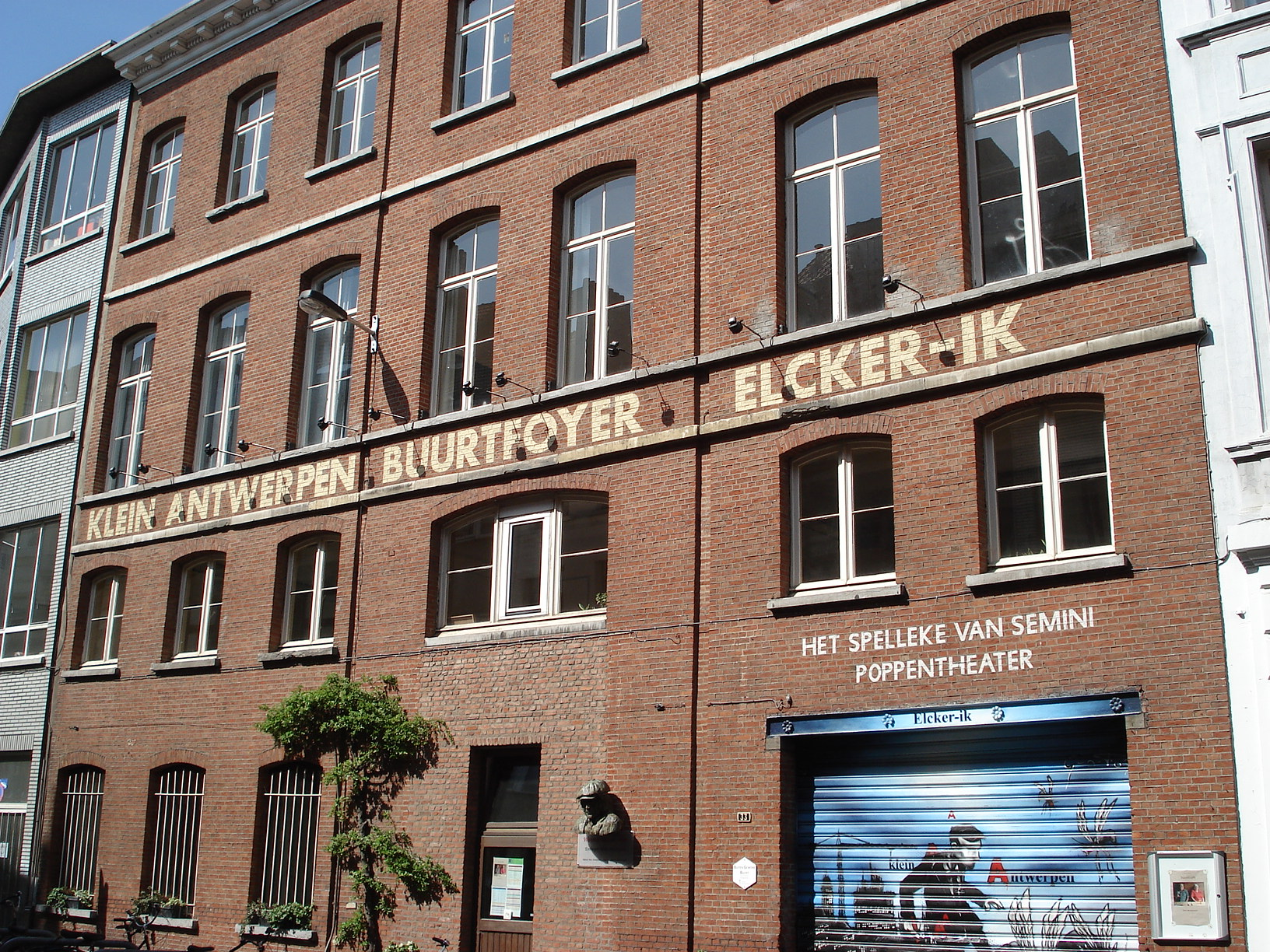
Buurthuis Elcker-Ik (nu de Peperfabriek), met buste Wannes Van de Velde tegen gevel onderaan in het midden.

In 2000 werd leukemie vastgesteld bij Van de Velde. In 2001 schreef hij de bundel 'Flamencoschetsen' over zijn grote liefde voor die muziekvorm. In 2003 verscheen 'Met een lint vol jasmijnen', een vertaling van de teksten van Amparo Cortés. In 2005 begint de Groep Wannes Van de Velde, met muzikanten Jan Wellens (gitaar), Gilberte Van den Plas (viool), Stefan Wellens (viool) en Ben Faes (contrabas), aan een nieuwe tournee genaamd 'In de maat van de seizoenen'.
Hoewel niet officieel bevestigd, wordt Wannes Van de Velde algemeen 'ad vitam' beschouwd als de stadsdichter van Antwerpen. Als docent aan de vermaarde toneelschool Studio Herman Teirlinck heeft hij talloze acteurs en kleinkunstenaars van Vlaanderen en Nederland geïnspireerd. De wijk Klein-Antwerpen, waar de zanger in de Antoon Van Dijckstraat sinds eind jaren 70 meer dan 30 jaar woonde, maakte hem in 2006 ereburger en schonk hem een naar hem genoemde reus Wannes. Op de hoek van de Breughelstraat met de Lange Leemstraat lag het door hem bezongen maar nu afgebroken "Café Breughel". Op 27 juni 2008 werd een borstbeeld van Wannes (een kunstwerk van Michael Bracke) onthuld aan de gevel van het Klein Antwerpen Buurtfoyer Elcker-Ik in de Breughelstraat, maar hij was toen reeds te ziek om er persoonlijk bij aanwezig te zijn.
Op 16 juni 2007 werd Wannes door de SIM-route (Schelde Internationale Muziekstroom) gehuldigd: sindsdien heeft hij een eigen straat, de Wannes Van de Velde El Corredor. Het bijpassend kunstwerk van Henri De Bruyn en het straatnaambord zijn te bewonderen aan de Pagaddertoren, aan de Reek in de wijk Buitenland te Bornem.
Wannes Van de Velde overleed op 10 november 2008 in het Stuivenbergziekenhuis te Antwerpen aan de gevolgen van een heropflakkerende chronische lymfatische leukemie. Op 23 november 2008 was er een plechtige afscheidsviering met zo'n 2000 deelnemers in de Borgerhoutse zaal De Roma waarna de uitvaart in besloten familiekring plaatsvond. Er wordt nu geld ingezameld voor een standbeeld van hem op het "pleintje van de verdraagzaamheid" dat in Antwerpen op het kruispunt van de Lange Leemstraat met de Breughelstraat, Consciencestraat, Isabellalei en Sint-Vincentiusstraat ligt.

## Onderscheidingen

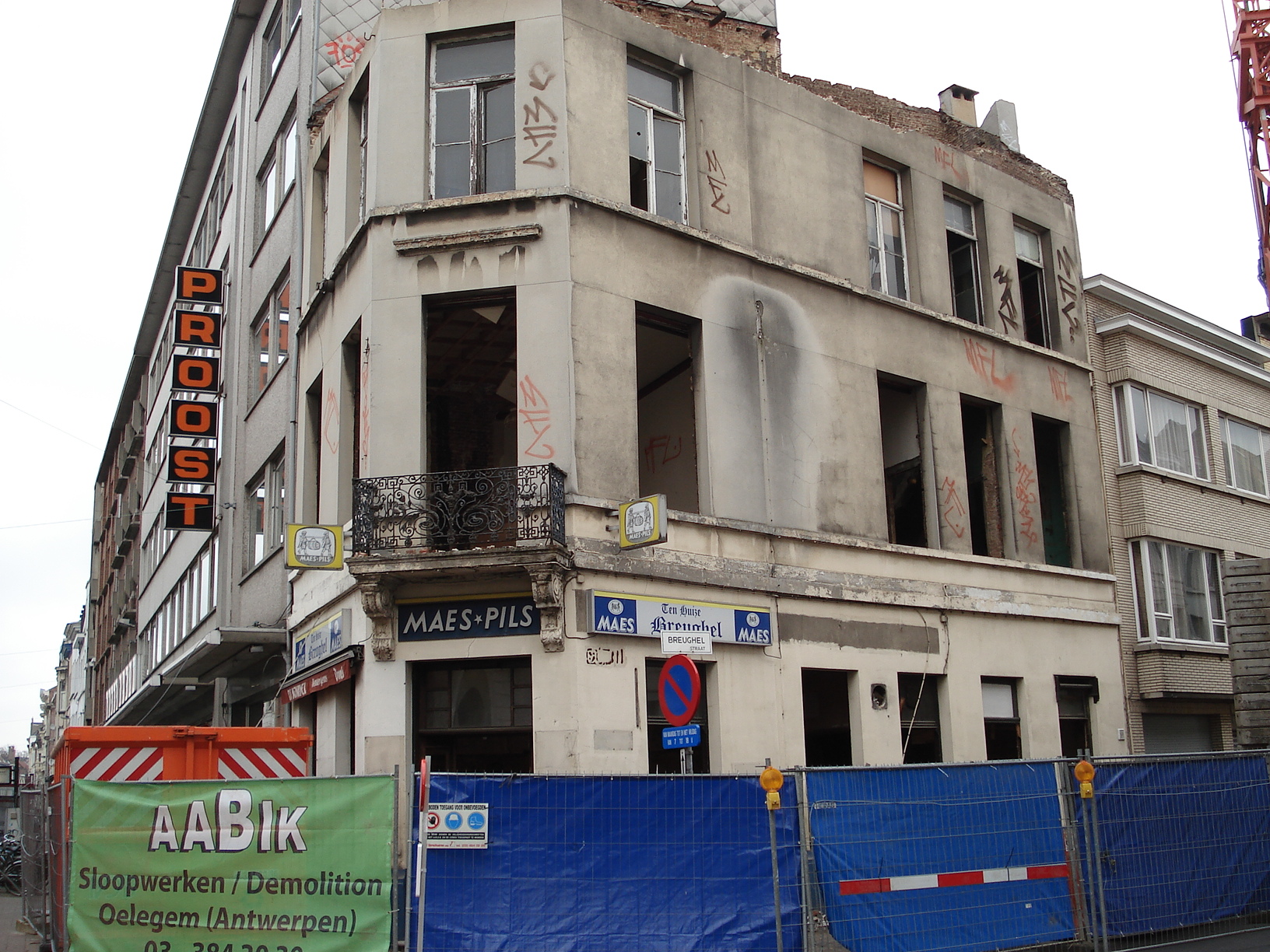
Café Breughel, tijdens de sloopwerkzaamheden (2008).

Wannes Van de Velde won meerdere prijzen, onder meer:
- 1989 Szukalski Award
- 1993 Prijs Gilbert Van Geert
- 1994 Sabam
- 1995 Zamu Award
- 1997 Arkprijs van het Vrije Woord
- 2000 Premio Andalucía van de stad Ayamonte (Huelva)
- 2003 De Klara Carrièreprijs
- 2005 Maestro Honoris Causa, titel toegekend door de Stichting Conservatorium Antwerpen
- 2007 Vijfde muziekstraat van de SIM-route, Wannes Van de Velde El Corredor
- 2007 De Klara Muziekprijs 2007 voor beste wereldmuziek cd In de maat van de seizoenen
- 2009 Postuum opgenomen in de Radio 2 eregalerij voor een leven vol muziek.

Hij werd ook voorgedragen door de Vlaamse commissie als kandidaat-laureaat voor de muziekprijs van het UNESCO werelderfgoed.

## Teksten uit het repertoire van Wannes Van de Velde (selectie)
- 1585
- A la façon de barbarie
- ABC
- Adam en Eva
- Al koleh leh
- Als ik wil gaan huishouden
- Als ik zou sterven
- Arabia
- Bedrogen liefde
- Bitter zeemanslied
- Bokrijk
- Bordeel zonder vrouwen
- Café Zonder Naam
- Carthago
- Chantons la Brabançonne
- De blinde bedelaar
- De brug van Willebroek
- De controleur
- De coupletten
- De dansende Bagijn
- De edele wijn
- De fiere Magriet
- De flamingant ne me traitez
- De gepoetste proleten
- De goeie regel
- De Inquisitie
- De kinderen van de fabriek
- De kleuren van de steden
- De klacht van een blinde
- De korporaal en de dood
- De kuipersbaas
- De lichten van de steden
- De mosselman
- De nieuwe Cordoba
- De oude soldaat
- De rare namen
- De scheresliep
- De Sinjorenstad
- De Spanjaard
- De vagebond
- De verlopen student
- De vier wevers
- De voerman uit Valencia
- De volle maan
- De zanger in een groep
- De zotten oorlog
- Den herder met 1 schaap
- De zeeman
- Drogen haring
- Een broek voor Brabo
- Een schip
- Ei wat neuze is dat
- Einde van de wereld
- Er ging een meid om water uit
- Er kwam een vrouke naar St.Nicolaas
- Er wou een boer ter paardenmarkt gaan
- Er zijn soldaten uit Beverlo vertrokken
- Fin de siècle
- Gebed van Jan de Lichte
- Het einde van de baan
- Het is Kannenfeest
- Het jaar van het milieu
- Het jong soldaatje
- Het militariseren
- Het nonneken fijn
- Het regende zeer
- Het venster van de tram
- Het vergete regiment
- Het westelijk front
- Hier is em terug
- Houdt uw kanneke vaster
- Ik ben soldaat
- Ik heb mijn hart gesloten
- Ik sta al jaren in de regen
- Ik sta met mijne rug naar 't land
- Ik wil deze nacht in de straten verdwalen
- In de diepte van de steden
- In de grond
- In de natuur wou ik gaan leven
- In de rue Van Dijck
- In dien tijd
- Jan Broeder
- Jef heeft me'n sjeik gerefuseerd
- Kafé zonder naam
- Kerstmis is dien dag dat ze niet schieten
- Laat de mensen dansen
- Lied van de neus
- Lied van de Lange Wapper
- Lied voor en na het drinken
- Lili marleen
- Makrobiotisch
- Marietje Van den Berge
- Marilou van de sextelefoon
- Mieke en de sergeant
- Mijn mansarde
- Mijn Sofieke
- Napoleon
- Ne zanger is een groep
- Ommegang
- Ontmoeting met een mens
- Oorlogsgeleerden
- Oorlogshelden
- Oorlogslied
- Passielied
- Pieter Breughel in Brussel
- Pinochet op de eerste rij
- Rare namen
- Sanderjon en de boerin
- Stadskoepletten
- Sterven te Antwerpen
- Tussen de duiven op het Groenkerkhof
- Tijl Uilenspiegel
- 't Is Vlaams... 't trekt op geen kloten...
- Van den drogen haring
- Verhuisliederen
- Verdronken land
- Vertrek van 't slagveld
- Von Braun
- Waarvan gaan de boeren zo schoon
- Zeven dagen van de week
- Zij kwamen van het zuiden
- Zwijgt me van de Vlaamse kwestie

## Discografie

### Singles
Rond 1965 op Philips uitgebracht:
"Niño de San Andres" flamencomuziek
| Single met hitnotering(en) in de Vlaamse Ultratop 50 | Datum van verschijnen | Datum van binnenkomst | Hoogste positie | Aantal weken | Opmerkingen       |
| ---------------------------------------------------- | --------------------- | --------------------- | --------------- | ------------ | ----------------- |
| De lichtjes van de Schelde                           | 1992                  | 08-08-1992            | 38              | 4            | met Hans De Booij |

### Albums
| Album met eventuele hitnotering(en) in de Nederlandse Album Top 100 | Datum van verschijnen | Datum van binnenkomst | Hoogste positie | Aantal weken | Opmerkingen         |
| ------------------------------------------------------------------- | --------------------- | --------------------- | --------------- | ------------ | ------------------- |
| Wannes Van de Velde                                                 | 1966                  | -                     |                 |              | Philips             |
| Wannes Van de Velde 2                                               | 1967                  | -                     |                 |              | Philips             |
| Wat zang wat klank                                                  | 1967                  | -                     |                 |              | Philips             |
| Laat de mensen dansen                                               | 1969                  | -                     |                 |              | Philips             |
| M'n beste (verz.)                                                   | 1969                  | -                     |                 |              | Philips             |
| Ne zanger is een groep                                              | 1976                  | -                     |                 |              | Philips             |
| In de natuur wou ik gaan leven                                      | 1978                  | -                     |                 |              | Philips             |
| Volksliederen                                                       | 1980                  | -                     |                 |              | Philips             |
| Stadsgedachten                                                      | 1982                  | -                     |                 |              | Philips             |
| Tussen de lichten                                                   | 1986                  | -                     |                 |              | Philips             |
| Portret (verz.)                                                     |                       | -                     |                 |              | Philips             |
| De zwarte rivier                                                    | 1990                  | -                     |                 |              | HKM                 |
| Café met rooi' gordijnen                                            | 1992                  | -                     |                 |              | HKM                 |
| kleuren van de steden                                               | 1995                  | -                     |                 |              | HKM                 |
| Een verzameling (verz.)                                             | 1997                  | -                     |                 |              | HKM                 |
| Intiem - onuitgegeven werk uit de archieven van de BRTN             | 1997                  | -                     |                 |              | Polygram            |
| Water & Wijn                                                        | 2004                  | -                     |                 |              | Fréa Records / IODA |
| In De Maat Van De Seizoenen                                         | 2006                  | -                     |                 |              | Granota             |

| Album met hitnotering(en) in de Vlaamse Ultratop 200 albums | Datum van verschijnen | Datum van binnenkomst | Hoogste positie | Aantal weken | Opmerkingen |
| ----------------------------------------------------------- | --------------------- | --------------------- | --------------- | ------------ | ----------- |
| In de maat van de seizoenen                                 | 2006                  | 25-11-2006            | 41              | 12           |             |
| Wannes - het beste                                          | 2008                  | 13-12-2008            | 7               | 20           | Goud        |
| Wannes                                                      | 2009                  | 21-11-2009            | 42              | 23           |             |
| Live                                                        | 2011                  | 27-08-2011            | 95              | 2            |             |
| Integraal                                                   | 2015                  | 18-04-2015            | 44              | 13*          |             |